# Мельхиор, Трэйси
Трэйси Мельхиор (англ. Tracy Melchior; род. 22 июня 1973, Холливуд, Флорида) — американская актриса мыльных опер.
Мельхиор родилась и выросла в Холливуде (штат Флорида) и окончила Государственный университет Колорадо, после чего работала моделью. В середине 1990-х она дебютировала в качестве актрисы дневных мыльных опер с ролью Вероники Лендерс в «Молодые и дерзкие», а в 1999 году играла злобную Тесс Марин в «Любовь и тайны Сансет Бич». В 2001 году она присоединилась на регулярной основе к «Дерзкие и красивые». Мельхиор покинула шоу в 2003 году и после кратко играла Келли Крамер в «Одна жизнь, чтобы жить», прежде чем была заменена на Хизер Том. С тех пор она делала краткие появления в «Дерзкие и красивые» в периодическом статусе.

## Фильмография
| Год       |    | Русское название                      | Оригинальное название                        | Роль                   |
| --------- | -- | ------------------------------------- | -------------------------------------------- | ---------------------- |
| 1992      | с  | Как в кино                            | Dream On                                     | официантка             |
| 1994      | тф | Белый ужас                            | Search and Rescue                            | н/д                    |
| 1994      | ф  | Полицейский из Беверли-Хиллз 3        | Beverly Hills Cop III                        | девушка в кассе        |
| 1994      | с  | Моя так называемая жизнь              | My So-Called Life                            | модель                 |
| 1994      | с  | Чудеса науки                          | Weird Science                                | Ронда Уэллман          |
| 1995      | в  | Внутренняя сила                       | The Power Within                             | Сэнди Эпплгейт         |
| 1995      | с  | Удивительные странствия Геракла       | Hercules: The Legendary Journeys             | Флаксен                |
| 1995      | с  | Шёлковые сети                         | Silk Stalkings                               | Лора Сент Джон         |
| 1996      | с  | Прилив                                | High Tide                                    | Марша                  |
| 1996—1997 | с  | Молодые и дерзкие                     | The Young and the Restless                   | Вероника Лендерс       |
| 1999      | с  | Любовь и тайны Сансет Бич             | Sunset Beach                                 | Тесс Марин             |
| 2000      | с  | Страсти                               | Passions                                     | Рене                   |
| 2000      | с  | C.S.I.: Место преступления            | CSI: Crime Scene Investigation               | репортёр               |
| 2001—2017 | с  | Дерзкие и красивые                    | The Bold and the Beautiful                   | Кристен Форрестер      |
| 2003      | с  | Одна жизнь, чтобы жить                | One Life to Live                             | Келли Креймер Бьюкенен |
| 2006      | ф  | —                                     | Hidden Secrets                               | Шерри Хейден           |
| 2011      | в  | —                                     | Harley’s Hill                                | Джо                    |
| 2013      | ф  | Путь откровения: Начало конца         | Revelation Road: The Beginning of the End    | Линетт                 |
| 2013      | ф  | Путь откровения 2: Море стекла и огня | Revelation Road 2: The Sea of Glass and Fire | Линетт                 |
| 2015      | с  | —                                     | Dad Dudes                                    | Анна                   |
| 2015      | ф  | Ты веришь?                            | Do You Believe?                              | Грейс                  |
| 2018      | с  | —                                     | Malibu Dan the Family Man                    | Лиза Форд              |
| 2019      | с  | Игры, в которые играют люди           | Games People Play                            | Роксанн                |
| 2020      | с  | Мыслить как преступник                | Criminal Minds                               | Мэрилин Ирвин          |